# Herosé-Stift

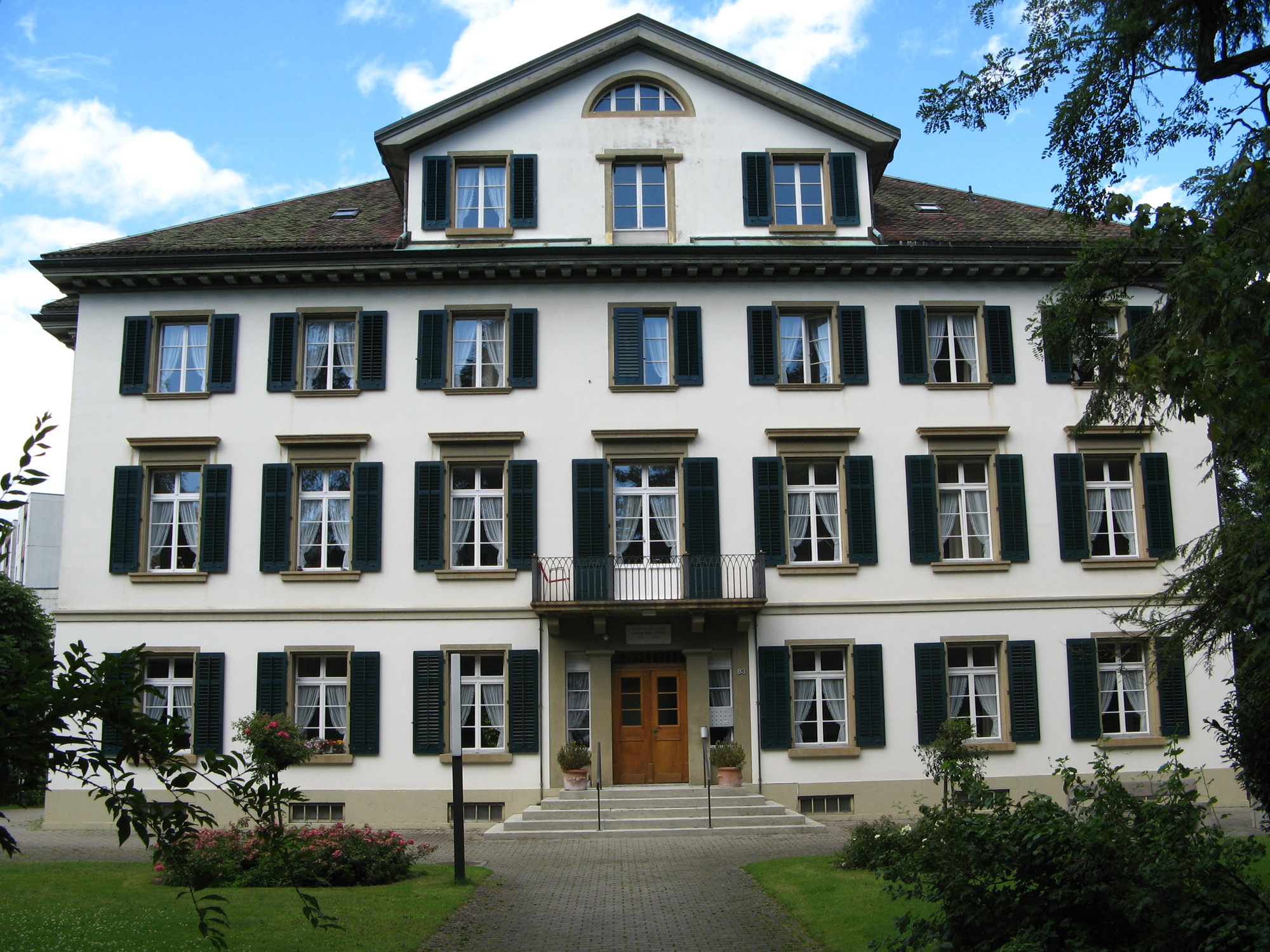
Herosé-Stift

Das Herosé-Stift (früher Herzoggut genannt) ist ein klassizistisches Gebäude in Aarau. Es steht an der Bachstrasse im Gönhardquartier südlich des Bahnhofs. Das denkmalgeschützte Gebäude entstand 1817–1819 nach Plänen von Hans Caspar Escher und ist heute Teil eines Altersheims.

## Geschichte
Bauherr war Johannes Herzog, Textilindustrieller und mächtigster Politiker in den Gründerjahren des Kantons Aargau. 1811 beauftragte er den berühmten deutschen Architekten Friedrich Weinbrenner mit der Planung einer repräsentativen Villa, wies jedoch seinen Entwurf wegen zu hoher Honorarforderungen zurück. Fünf Jahre später erhielt schliesslich Hans Caspar Escher den Auftrag zugesprochen. Das Gebäude entstand in den Jahren 1817 bis 1819 unter der Leitung des Kantonsbaumeisters Johann Schneider. In dem Gebäude lebte auch Herzogs Enkel, General Hans Herzog.
Die Stadt erwarb das Herzog-Gut im Jahr 1917 und richtete darin ein Altersheim ein, das Herosé-Stift (benannt nach dem Stifter, dem kinderlosen Nationalrat Emanuel Herosé (1813–1895)). Das weitläufige Areal mit Textilfabriken, Fabrikkanal und Arbeiterhäusern wurde nach 1950 abgebrochen und neu genutzt. 1977 entstand im nordwestlichen Teil des Grundstücks ein moderner Erweiterungsbau.

## Gebäude
Das Gebäude befindet sich inmitten einer kleinen Parkanlage neben dem Stadtbach. Es präsentiert sich als dreigeschossiger, streng gegliederter Baukörper mit einem eher flachen Walmdach. Das Erdgeschoss hebt sich als Sockel vom Oberbau ab. An der Vorderseite springt ein breiter Mittelrisalit mit darüber liegendem Dreiecksgiebel hervor. Acht Säulen rahmen den Haupteingang ein und stützen den Balkon, der die ganze Breite des Mittelrisalits einnimmt.